# Абдельрауф Бенгіт
Абдельрауф Бенгіт (араб. عبد الرؤوف بن قيط, нар. 5 квітня 1996, Лагуат) — алжирський футболіст, захисник клубу «УСМ Алжир».
Виступав, зокрема, за олімпійську збірну Алжиру.

## Клубна кар'єра
У дорослому футболі дебютував 2016 року виступами за команду клубу «УСМ Алжир», кольори якої захищає й донині.

## Виступи за збірну
2016 року захищав кольори олімпійської збірної Алжиру. У складі цієї команди провів 3 матчі. У складі збірної — учасник футбольного турніру на Олімпійських іграх 2016 року у Ріо-де-Жанейро.

## Досягнення
«УСМ Алжир»
- Володар Суперкубка Алжиру (1): 2016